# 安茹伯爵若弗鲁瓦五世
若弗鲁瓦五世（法語：Geoffroy V d'Anjou，1113年8月24日—1151年9月7日），绰号「美男子」和「金雀花」，安茹的，1129年通过继承成为安茹、图赖讷、曼恩伯爵，1144年通过婚姻和征服成为诺曼底公爵。
若弗鲁瓦的妻子是英格兰国王亨利一世之女和继承人、神圣罗马帝国皇帝亨利五世的遗孀马蒂尔达皇后。
现代历史学家将12世纪的安茹领地命名为安茹帝国。

## 早年
若弗鲁瓦是安茹伯爵富尔克五世和曼恩女伯爵埃伦伯加·德拉弗勒谢的长子，埃伦伯加也是曼恩伯爵埃利一世的女儿。以其曾祖父加蒂奈伯爵若弗鲁瓦二世之名得名。若弗鲁瓦被编年史家马穆蒂尔的约翰描述为“英俊、红发、快乐，是一个伟大的战士”。当亨利一世听闻了若弗鲁瓦的才能和勇猛后，就派使者去安茹谈判想把自己25岁的女儿马蒂尔达嫁给他。双方都同意了。1128年6月10日，年仅15岁的若弗鲁瓦在鲁昂准备婚礼时被同时也是诺曼底公爵的亨利封为骑士，以备婚礼。他可能因为以金雀花为帽饰而得到该绰号。:9:1

## 婚姻
同年，若弗鲁瓦与马蒂尔达结婚，这标志着英格兰、诺曼底（威廉一世起为英格兰领地）与安茹之间的和解。马蒂尔达比若弗鲁瓦大12岁，为自己保持至死的皇帝遗孀的身份骄傲，不满仅为伯爵夫人的地位。这是一桩激烈但愉快的关系，他们聚少离多。仅仅几个月后，马蒂尔达就回到了她父亲的宫廷。在亨利一世国王的干预下，玛蒂尔达回到了若弗鲁瓦身边，不久后，玛蒂达怀上了他们的第一个儿子，即未来的国王亨利二世。他们有三个儿子：亨利、若弗鲁瓦和吉约姆。:14–18

## 安茹伯爵
结婚第二年，若弗鲁瓦的父亲富尔克就去耶路撒冷朝圣，后来当上了那里的国王，若弗鲁瓦继承了安茹伯爵。但迪塞托的拉尔夫却说“他的魅力隐藏了他冷酷而自私的人格”。
1135年，其岳父亨利一世驾崩后，若弗鲁瓦支持马蒂尔达去诺曼底声称自己的继承权，边境地区也向她投降，但她的表兄布卢瓦的斯蒂芬在英格兰被加冕为国王，并得到了许多贵族的支持，此前有人声称亨利一世在临终前改变了对继承人的看法。诺曼底的男爵们很快也效仿了，或者在很大程度上与英格兰的男爵们是一样的。有很多人支持马蒂尔达、她对王位的要求，以及他们应亨利的要求为她成为他的继承人而做出的两个誓言。第二年，若弗鲁瓦为了得到马延纳的儒厄尔的帮助，将昂布里埃尔、戈龙、沙蒂隆河畔科尔蒙赠与了对方。
1139年，马蒂尔达率140名骑士登陆英格兰，在阿伦德尔城堡被斯蒂芬包围。1141年2月，斯蒂芬被俘，关押在布里斯托尔。4月，英格兰教会在温切斯特宣布废黜斯蒂芬，宣称马蒂尔达为英格兰女王。但仅仅7个月后，被释放的斯蒂芬在首次加冕七周年的日子重新加冕。

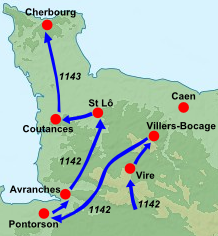
安茹的若弗鲁瓦入侵诺曼底，1142–43年

1142年、1143年，若弗鲁瓦控制了诺曼底的西部和塞纳河南部。1144年1月14日，他渡过塞讷河，进入鲁昂。当年夏天，他自称诺曼底公爵。当年，他在安茹的厄米塔日城堡建立了一家奥古斯丁小修道院。1149年，若弗鲁瓦将诺曼底公国让给长子亨利，这一决定在第二年也得到了法国国王路易七世的批准。
若弗鲁瓦还平定了安茹分别发生于1129、1135、1146-1151年的三次贵族叛乱。他和弟弟曼恩伯爵埃利二世总是处于争执之中，他将埃利囚禁直至其于1151年死去。由于忌惮安茹的叛乱者，他在诺曼底的进展被延缓了，这也成为他不能在英格兰协助的原因之一。同年，他去世，年仅38岁，亨利继承父位成为金雀花公爵家族之首。1153年的《威斯敏斯特和约》约定，斯蒂芬保持王位直至驾崩，但若弗鲁瓦和马蒂尔达的儿子亨利将继承他的王位，就此开启了英格兰历史上的金雀花王朝。

## 身故

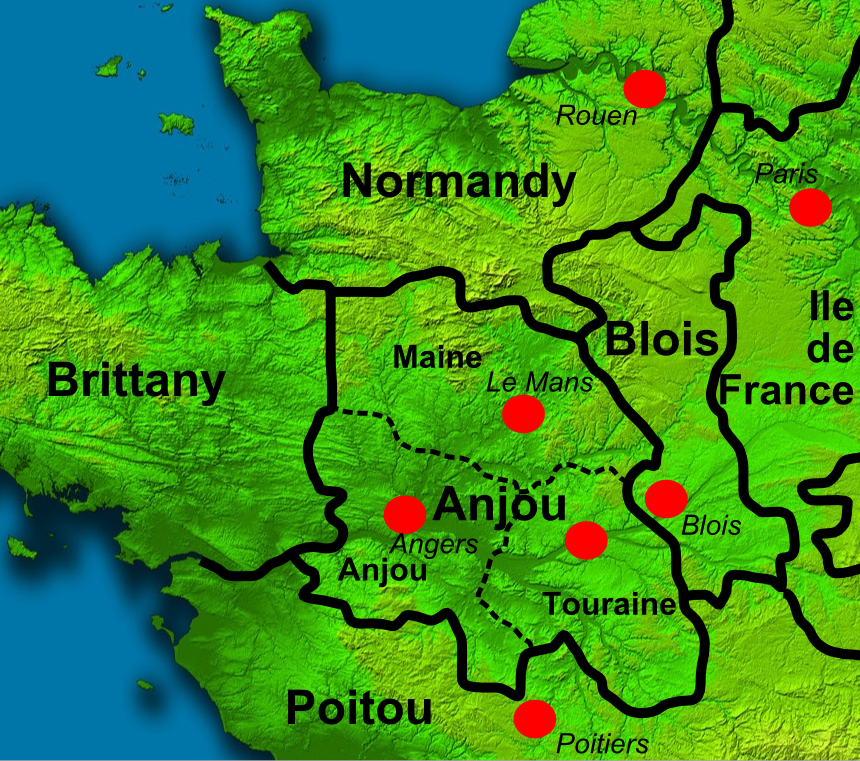
1150年法国西北

1151年9月7日，若弗鲁瓦突然去世。马穆蒂尔的约翰称他在从皇家委员会归来的途中发了烧，到卢瓦尔城堡时倒在了睡椅上，作了赠礼和慈善的捐赠后去世。他的妻儿都比他活得长。他被埋葬在勒芒的圣于连大教堂，亨利继承他为诺曼底公爵，占领了法国的大部分地区。

## 子女
若弗鲁瓦和马蒂尔达的子女有：
1. 英格兰国王亨利二世 (1133-1189)
2. 南特伯爵若弗鲁瓦 (1134-1158)
3. 迪耶普子爵吉约姆 (1136-1164)

若弗鲁瓦还有几个私生子女：
1. 瓦伦纳的阿默兰，娶了第四代萨雷女伯爵瓦伦讷的伊莎贝尔；
2. 恩玛，嫁给北威尔士王子大卫·欧文·格温内思；
3. 玛丽，后来成为修女和沙弗茨贝里的女修道院院长，可能就是女诗人法兰西的玛丽。

## 相关文艺作品
在1978年的BBC电视剧《魔鬼的王冠》中，布鲁斯·珀柴斯扮演若弗鲁瓦。该剧描述的是若弗鲁瓦的子孙在英格兰的统治。
在沙隆·彭曼的历史小说《当基督和圣徒沉睡时》中，若弗鲁瓦是一个重要角色。该小说描述的是他的妻子和斯蒂芬国王之间的战争，将他们暴风雨般的婚姻和若弗鲁瓦以妻子立场对诺曼底的入侵戏剧化。
在伊丽莎白·查德威克讲述若弗鲁瓦之妻玛蒂尔达皇后1125年—1148年间故事的小说《英格兰女主》和《阿基坦的埃莉诺》三部曲的第一部《夏日王后》中，若弗鲁瓦都有出现。